# Ostrzew (roślina)
Ostrzew (Blysmus Panz. ex Schult.) – rodzaj roślin z rodziny ciborowatych. Należą do niego cztery gatunki spotykane na obszarze od północnej Afryki, poprzez Europę, Azję po Amerykę Północną. Dwa gatunki z tego rodzaju rosną w Polsce: ostrzew spłaszczony (Blysmus compressus) i ostrzew rudy (Blysmus rufus).

## Systematyka
Synonim taksonomiczny
Blysmopsis Oteng-Yeb.
Pozycja systematyczna według Angiosperm Phylogeny Website (aktualizowany system APG IV z 2016)
Rodzaj należy do rodziny ciborowatych (Cyperaceae) z rzędu wiechlinowców (Poales) stanowiącego jeden z kladów jednoliściennych (monocots). W obrębie rodziny należy do plemienia Dulichieae w obrębie podrodziny Cyperoideae.
Wykaz gatunków
- Blysmus compressus (L.) Panz. ex Link – ostrzew spłaszczony
- Blysmus mongolicola Kitag.
- Blysmus rufus (Huds.) Link – ostrzew rudy
- Blysmus sinocompressus Tang & F. T. Wang